# Netireoidna bolest
Netireoidna bolest ili eutiroidni sindrom predstavlja vrstu nepravilnosti u povratnoj kontroli štitnjače u kojoj su razine T3 i T4 hormona neuobičajene, premda je sama aktivnost štitnjače normalna. Ovakvo stanje najčešće razvijaju pacijenti koji se prekomjerno izgladnjuju ili već boluju od teških bolesti.

## Uzroci
Uzroci eutiroidnog sindroma uključuju velik broj akutnih i kroničnih stanja kao što su upala pluća, prekomjerna dijeta i izgladnjivanje, sepsa, trauma, zloćudne bolesti, stres, nepravilnosti u radu srca, hipotermija, ciroza, kronična bolest bubrega, dijabetes. Pretpostavlja se da je eutiroidni sindrom usko povezan s nizom bolesti, kao što je na primjer upalna bolest crijeva.

## Dijagnoza
Bolesni pacijenti mogu imati normalnu, nisku ili blago povišenu razinu TSH hormona, ovisno o spektru bolesti. Na cjelokupnu razinu T4 i T3 hormona može se utjecati lijekovima i promjenama uzrokovanim vezajućim proteinima. Razine obrnutog T3 hormona uglavnom se povećavaju značajnom inhibicijom normalnog enzima Tipa 1 ili kao posljedica smanjene razgradnje obrnutog T3 hormona. Razine slobodnog T3 i T4 hormona se smanjuju ovisno o težini bolesti. Posljedično, pacijentu se može povisiti razina kortikosteroida.   

## Terapija
Nekoliko se istraživanja provodilo u cilju pronalaska moguće terapije za eutiroidni sindrom. Međutim, polučila su nedovoljne i djelomično proturječne rezultate. Uzrok tome moguće je pronaći u činjenici da je većina istraživane populacije bila heterogena u nedostatku dosljedne definicije ovoga sindroma.
|  | Molimo pročitajte upozorenje o korištenju medicinskih informacija. Ne provodite liječenje bez savjetovanja s liječnikom! |